# Adhemarius gannascus
Adhemarius gannascus is een vlinder uit de familie van de pijlstaarten (Sphingidae). De wetenschappelijke naam van de soort werd in 1790 gepubliceerd door Caspar Stoll.